# SN 1999ce
SN 1999ce – supernowa typu Ia odkryta 16 maja 1999 roku w galaktyce A112851+5708. W momencie odkrycia miała maksymalną jasność 18,30m.